# Tsvetanka Khristova
Tsvetanka Khristova (Kazanlak, 14 de março de 1962 – 14 de novembro de 2008) foi uma atleta búlgara, campeã mundial e medalhista olímpica do lançamento de disco.
Sua carreira no disco durou mais de duas décadas. Conquistou a medalha de ouro no Campeonato Mundial de Atletismo de 1991 em Tóquio. Em Olimpíadas foram duas medalhas, bronze em Seul 1988 e prata em Barcelona 1992. Em 1993 ela testou positivo para esteroides anabolizantes e foi suspensa das competições por dois anos. Aos 42 anos, Khristova ainda competiu no lançamento de disco nos Jogos de Atenas 2004.
Morreu de câncer em novembro de 2008, aos 46 anos. Sua melhor marca – 73,22 m – conquistada em 1987, ainda é o recorde nacional búlgaro.